# Bardineto
Bardinéto ( Bardenëi, Bardineto o Bardinêo in ligure) è un comune italiano di 750 abitanti della provincia di Savona in Liguria.

## Geografia fisica
Il comune è situato in alta val Bormida, sulla sponda destra del fiume Bormida di Millesimo, nella barriera montuosa formata dalla Rocca Barbena, dal monte Lingo e dal monte Carmo di Loano, quest'ultimo punto culminante del territorio comunale, per un'area complessiva di quasi tremila ettari.
Il borgo è sito su di un altopiano boschivo formato da alberi di pini, abeti, faggi e betulle. Nel territorio bardinetese frequenti sono le formazioni calcaree e di dolomie, con vasti fenomeni carsici di superficie e sotterranei con la presenza di quasi ottanta grotte. Tra le cavità più conosciute, dette "buranche", vi sono quelle di Bardineto (oltre 2 km di cunicoli), Balbiseulo (1,2 km), Rampiun (1 km) e Pagliarina (430 m).

### Clima
Bardineto ha un clima di tipo continentale oceanico con inverni freddi ed estati mediamente calde.
In inverno le temperature minime possono scendere anche sotto i -10 gradi mentre le massime in genere restano tra i 0 e i 10 gradi.
In inverno sono possibili anche giornate di ghiaccio e ci sono intense nevicate (anche più di 1 metro ad episodio) le gelate si possono prolungare fino ad aprile e più raramente a maggio, con possibili nevicate tardive.
L'estate è abbastanza calda nelle massime (anche più di 30 gradi) ma le minime sono quasi sempre sotto i 20 gradi, con alcune giornate le cui temperature possono scendere sotto i 10 gradi.
L'autunno incomincia mite con temperature a settembre ancora alte nelle massime, ma con le minime piuttosto fresche (+4 gradi a settembre 2018).
Le prime gelate solitamente sopraggiungono a novembre, ma talvolta possono giungere già ad ottobre, con le prime nevicate solitamente a novembre, con eccezioni anche ad ottobre. A novembre ritornano frequentemente temperature invernali, con possibili forti gelate (-9/-10), mentre dicembre si conferma un mese decisamente freddo.

## Storia

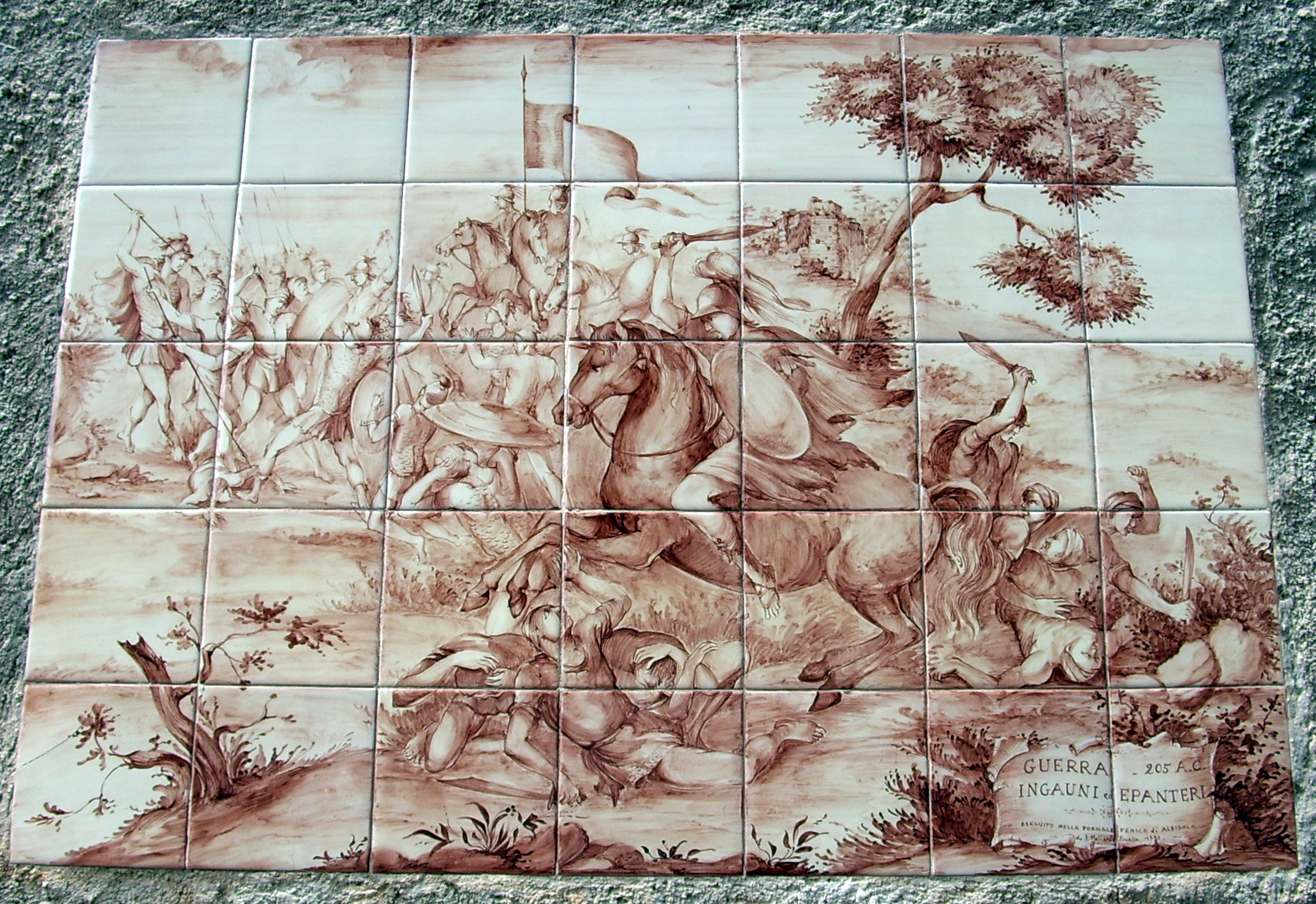
Raffigurazione, in piastrelle di ceramica, della battaglia tra le tribù dei Liguri Epanteri ed Ingauni.

La presenza di numerose grotte e ripari favorì lo stanziamento di una primitiva presenza umana già nel Paleolitico, seguita dalla tribù dei Liguri Epanteri, rivali dei Liguri Ingauni sulla costa.
Occupato dal re Rotari e quindi dai Longobardi - che ne fecero un baluardo, a cui deriverebbe il toponimo, approfondendo e arricchendo la conoscenza degli scambi commerciali - il borgo fu conquistato dall'esercito di Carlo Magno nel 775 e donato ai monaci dell'abbazia di San Pietro in Varatella presso Toirano. Questi ultimi accrebbero lo sviluppo economico del paese, dando inizio alla fortunata attività della lavorazione del ferro, importato grezzo dalle cave dell'Isola d'Elba e quindi lavorato nelle numerose ferriere lungo la valle della Bormida.
Dominio dal 1091 di Bonifacio del Vasto, alla morte di questi la divisione dell'eredità portarono, nel 1142, il possedimento di Bardineto verso Enrico I Del Carretto. Dal 1185 la successione del feudo carrettesco, e della val Bormida, fu affidata al figlio Enrico II. Accorpato al ramo feudale dei Del Carretto di Balestrino, Bardineto fu base della guerra tra il Marchesato del Finale e la Repubblica di Genova, combattuta dal 1447 al 1452, culminante con la successiva dominazione del marchesato finalese sotto la protezione del regno spagnolo. Possedimento della repubblica genovese dal 1713 fu quindi assegnato, dal 1735 con il trattato di Vienna, a Carlo Emanuele III di Savoia del Regno di Sardegna.

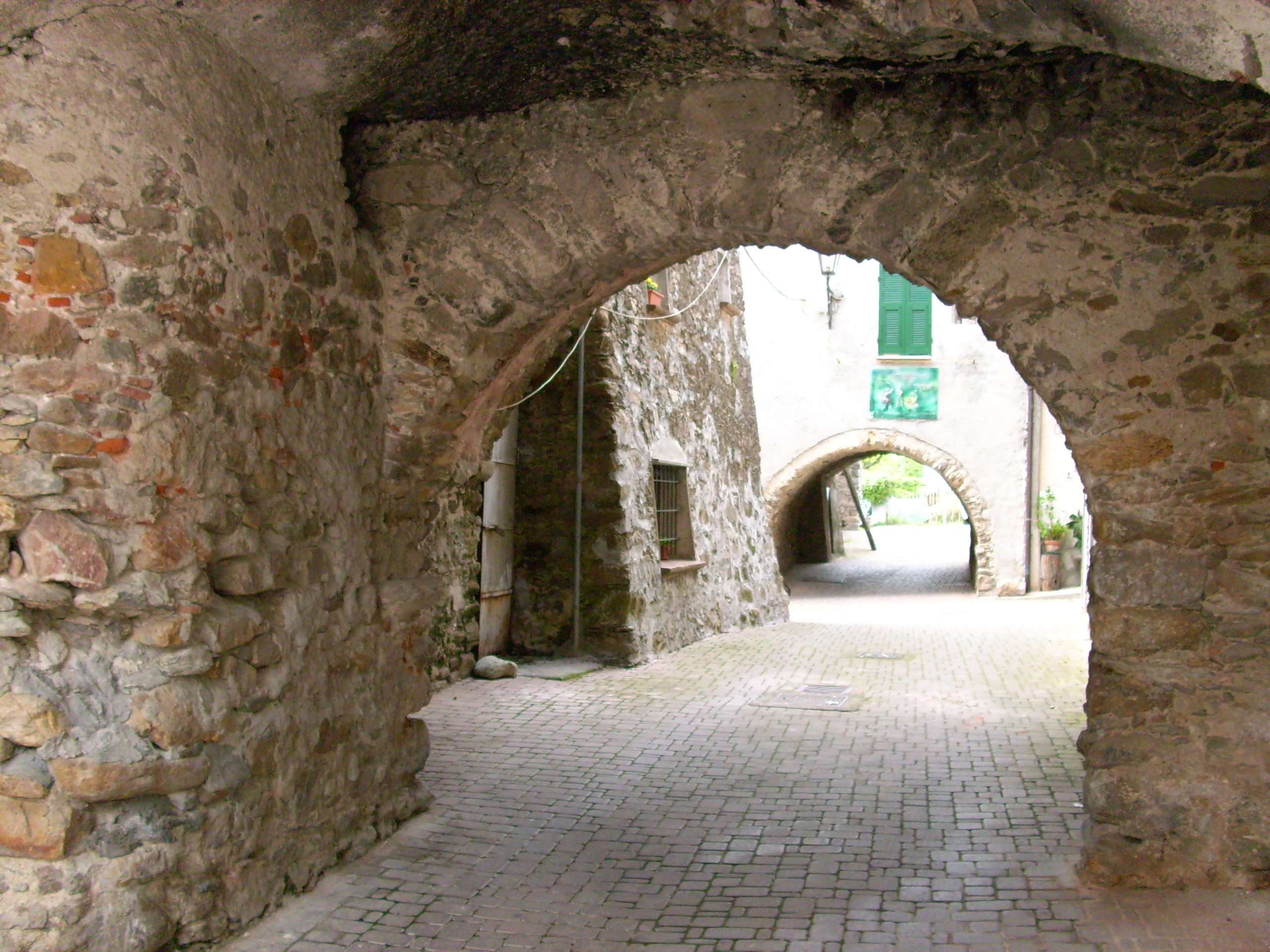
Scorcio del centro storico bardinetese

Sul finire del XVIII secolo la sua piana fu teatro di scontri, tra il 22 e il 23 novembre 1795, tra gli eserciti austro-sardi e quello francese; la sconfitta austriaca, con ben quattromila morti e cinquemila prigionieri, aprì di fatto la strada a Napoleone Bonaparte nel Finalese, Savonese e nel resto della regione ligure.
Con la dominazione francese il territorio di Bardineto rientrò dal 1802 nel cantone di Ceva del Dipartimento della Stura e con il Primo Impero francese, dal 13 giugno 1805 al 1814, inserito nel Dipartimento di Montenotte sotto la giurisdizione del cantone di Calizzano nel circondario di Ceva.
Nel 1815 fu inglobato nella provincia di Albenga del Regno di Sardegna, così come stabilì il Congresso di Vienna del 1814, e successivamente nel Regno d'Italia dal 1861. Dal 1859 al 1926 il territorio fu compreso nel II mandamento di Calizzano del circondario di Albenga facente parte della provincia di Genova; nel 1927 con la soppressione del circondario ingauno passò, per pochi mesi, nel circondario di Savona e, infine, sotto la neo costituita provincia di Savona.
Dal 1973 al 30 aprile 2011 ha fatto parte della Comunità montana Alta Val Bormida.

### Simboli
Stemma
Gonfalone

Lo stemma e il gonfalone sono stati concessi con decreto del presidente della Repubblica del 6 luglio 1949.

## Monumenti e luoghi d'interesse

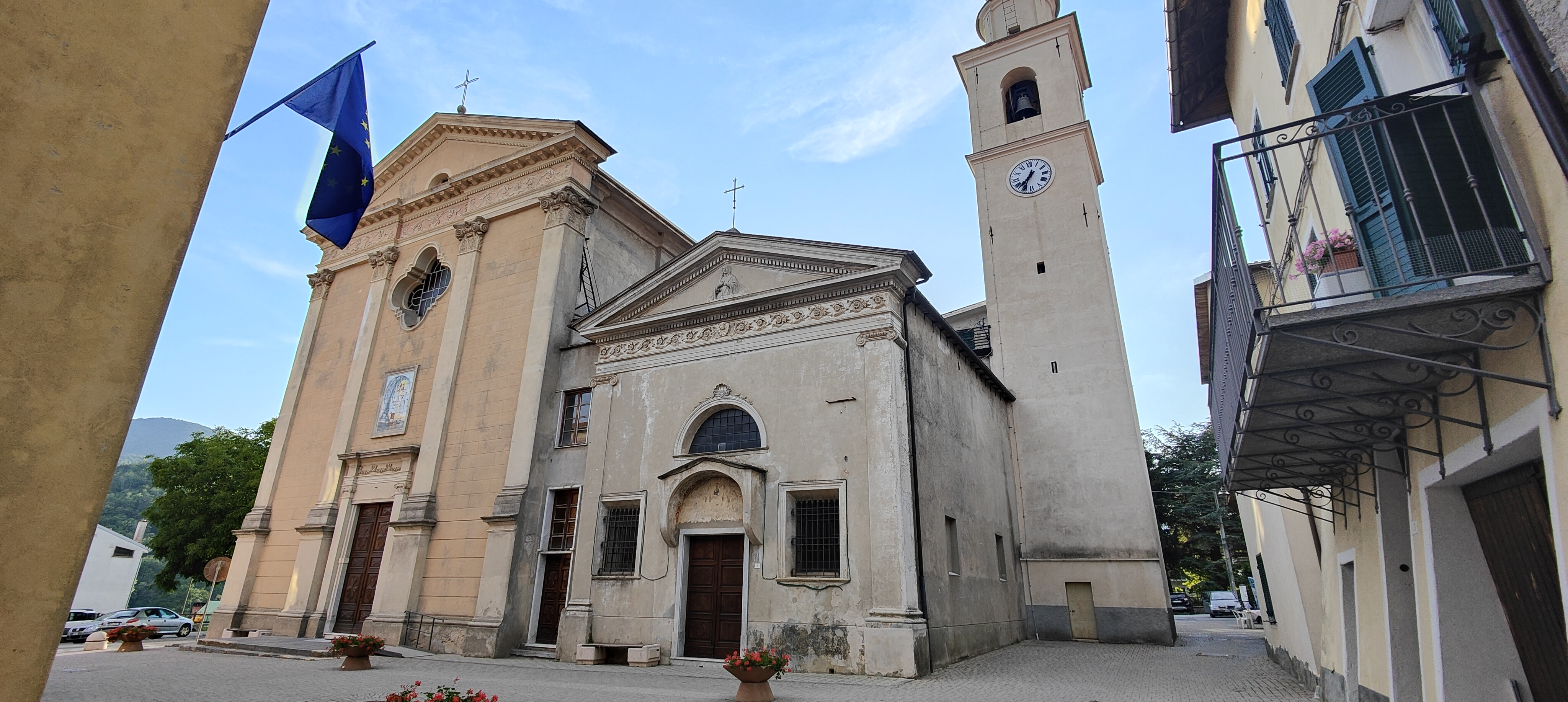
La chiesa parrocchiale di San Giovanni Battista con l'attiguo oratorio dell'Assunta

### Architetture religiose
- Chiesa parrocchiale di San Giovanni Battista. Edificata nel 1720, consacrata il 24 giugno dello stesso anno. Presenta una struttura in stile barocco piemontese.
- Chiesa di San Nicolò.Situata verso la strada 52 che porta al Colle Scravaion. Eretta intorno al XII secolo, in stile romanico, era la chiesa parrocchiale per tutto il basso medioevo sino al 1720. Nel 1479 fu  dichiarata chiesa cimiteriale. Ha nel suo interno pregiati affreschi del Quattrocento. Nel corso dei secoli sono state apportate modifiche alla struttura, modificandone quasi l'aspetto originale. Monumento nazionale dal 1906.
- Oratorio dell'Assunta, vicino alla parrocchiale, fu edificato nel 1650 e fu sede della locale confraternita oltreché della primaria sede della parrocchia di Bardineto.
- Cappella dell'Annunziata in località Strada.
- Cappella di San Bernardo.

### Architetture militari

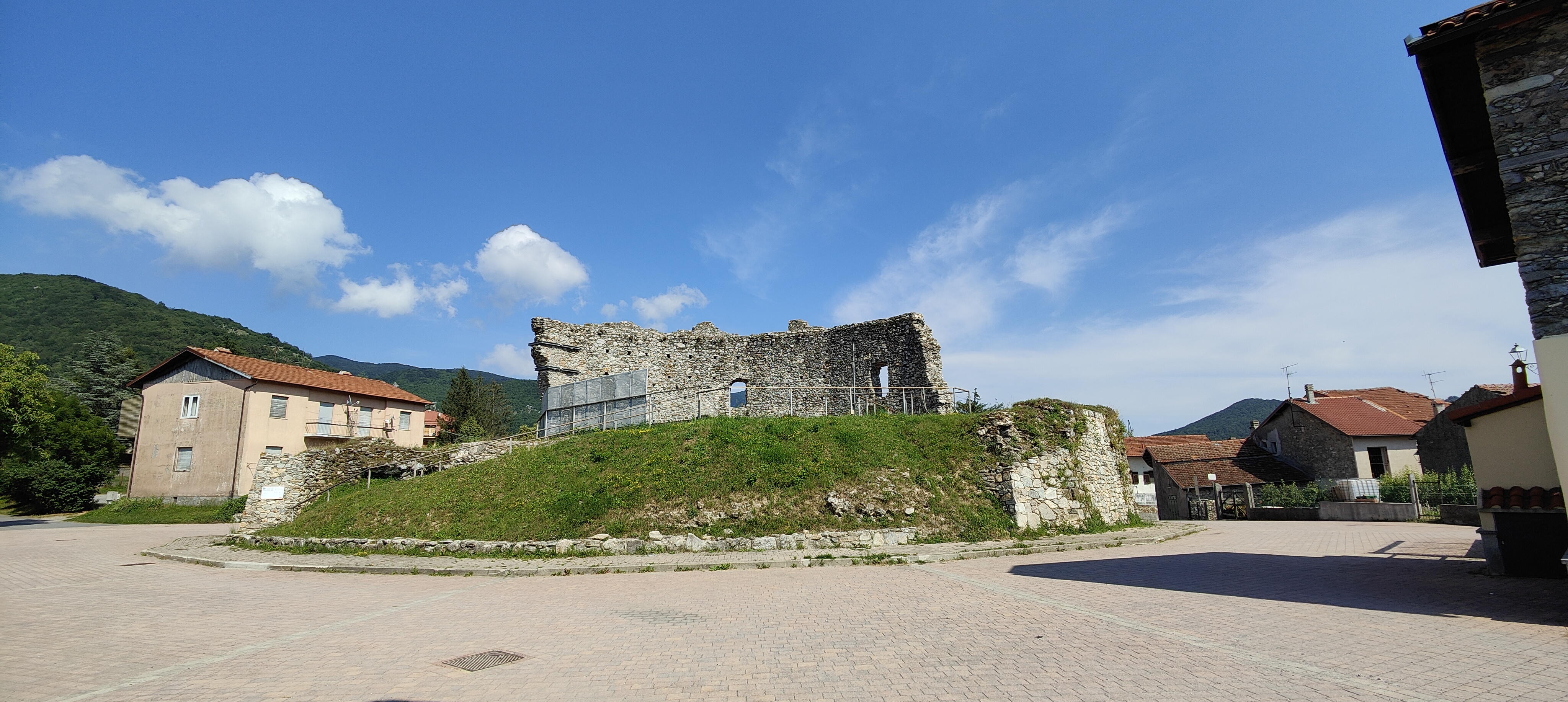
Ruderi del castello della famiglia Del Carretto

- Ruderi del castello della famiglia Del CarrettoCastrum longobardo. Nei pressi della romanica chiesa di San Nicolò si possono osservare i resti dell'antico castrum, eretto dai Longobardi nel VII secolo.
- Castello feudale. Costruito nel XIII secolo dalla famiglia Del Carretto, a pianta poligonale, (ossia a sedici lati), molto probabilmente sulle fondamenta di un preesistente castrum romano, ne rimane ad oggi soltanto qualche rudere, come la preesistente cinta muraria.

### Cultura
A Bardineto nacque lo scultore Antonio Roasio (1809-1886). Sul muro della sede municipale è posta una lapide marmorea a ricordo.

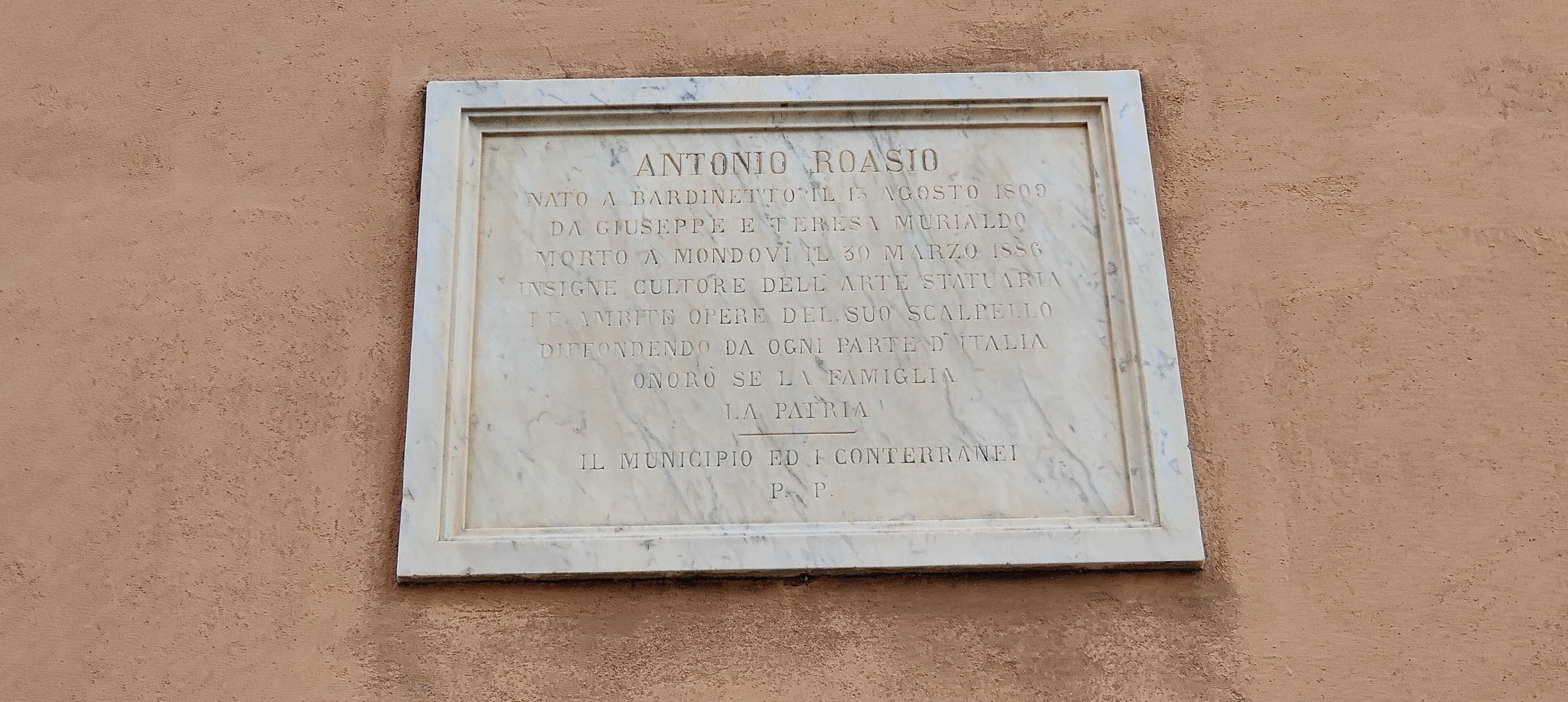
Lapide Antonio Roasio (1809-1886) sul palazzo del municipio

Dal 2006, patrocinato dal Comune, si tiene il concorso di poesia "Italo Carretto" e molte di queste sono stampate su ceramiche visibili su un muro allestito permanentemente in via Roascio.

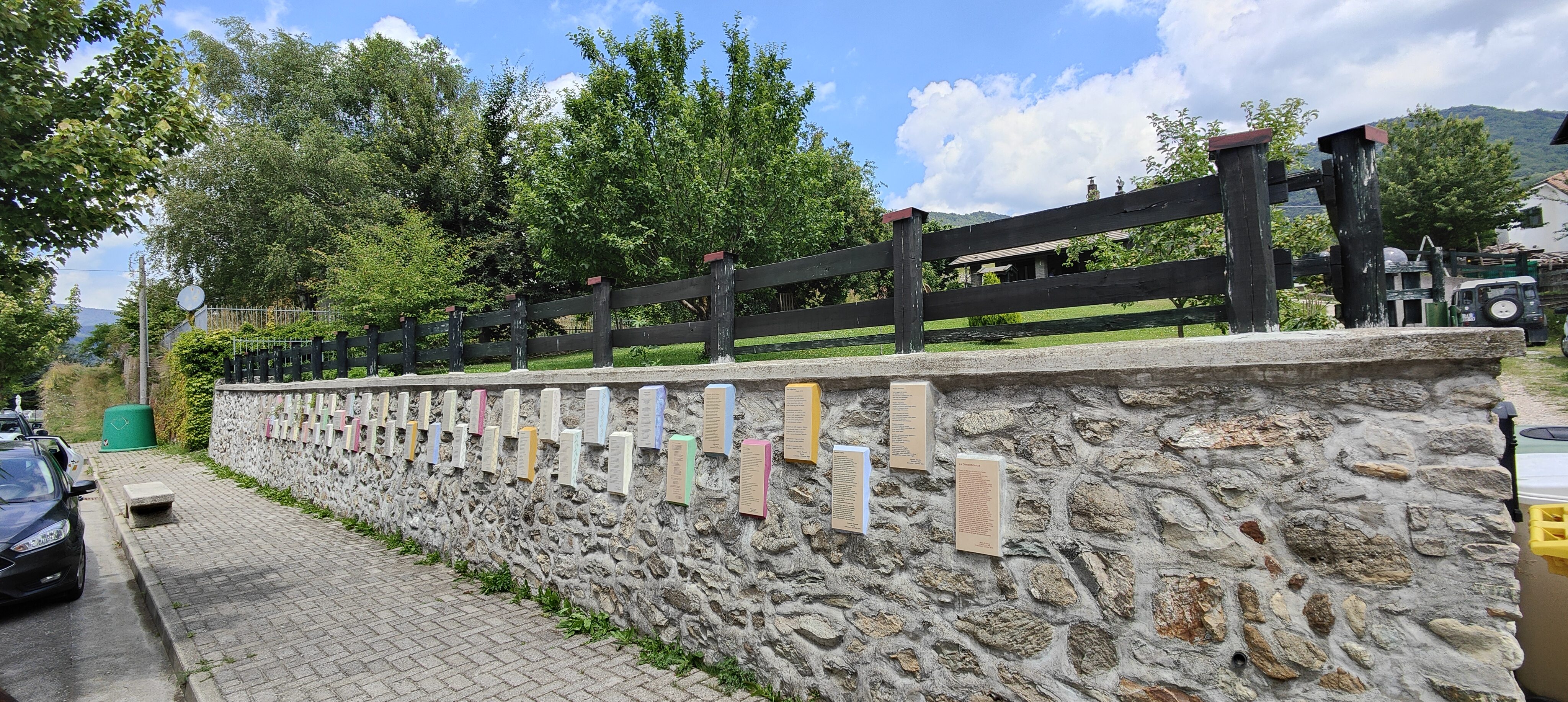
Muretto poesie su ceramiche in via Roascio

### Museo etnografico
Nella sede dell'ex scuola materna "Cav. Antonio Mazza" è stata allestita dal 2004 ad uso museale ed ad ingresso libero la mostra etnografica - antropologica che raccoglie antichi oggetti della cultura contadina, suppellettili, oggetti di uso domestico.

### Aree naturali
Tra i territori comunali di Bardineto, Boissano, Bormida, Calizzano, Castelvecchio di Rocca Barbena, Giustenice, Loano, Magliolo, Osiglia, Pietra Ligure, Rialto e Toirano è presente e preservato un sito di interesse comunitario, proposto dalla rete Natura 2000 della Liguria, per il suo particolare interesse naturale, faunistico e geologico. Il sito è collocato nell'area boschiva tra il monte Carmo di Loano e il monte Settepani in cui insistono foreste, praterie, versanti rupestri, cavità di interesse speleologico e formazioni carsiche; nella stessa area è presente la Foresta regionale della Borbottina. Oltre alle zone boschive comprensivi di faggi, pini silvestri e abeti bianchi, sono segnalate le presenze del rododendro, del ginepro nano del Bric Agnellino, la campanula di Savona (Campanula sabatia), la genziana ligure (Gentiana ligustica), le orchidee, la primula marginata (Primula marginata), lo zafferano ligure (Crocus ligusticus) e l'arnica montana (Arnica montana).
Tra le specie animali il pesce sanguinerola (Phoxinus phoxinus) e il gambero di fiume (Austropotamobius pallipes); tra i mammiferi il gatto selvatico (Felis silvestris) e alcuni rinolofi della specie dei chirotteri (Rhinolophus ferrumequinum, Rhinolophus euryale, Rhinolophus hipposideros). Un secondo sito, condiviso con il comune di Calizzano, interessa invece il versante ligure del Monte Spinarda.

### Patrimonio boschivo
In località Costa esistono un abete e un faggio di 21 mt. Entrambi censiti dall'allora Ministero dell'Agricoltura e che caratterizzano il grande patrimonio boschivo del Savonese.

## Società

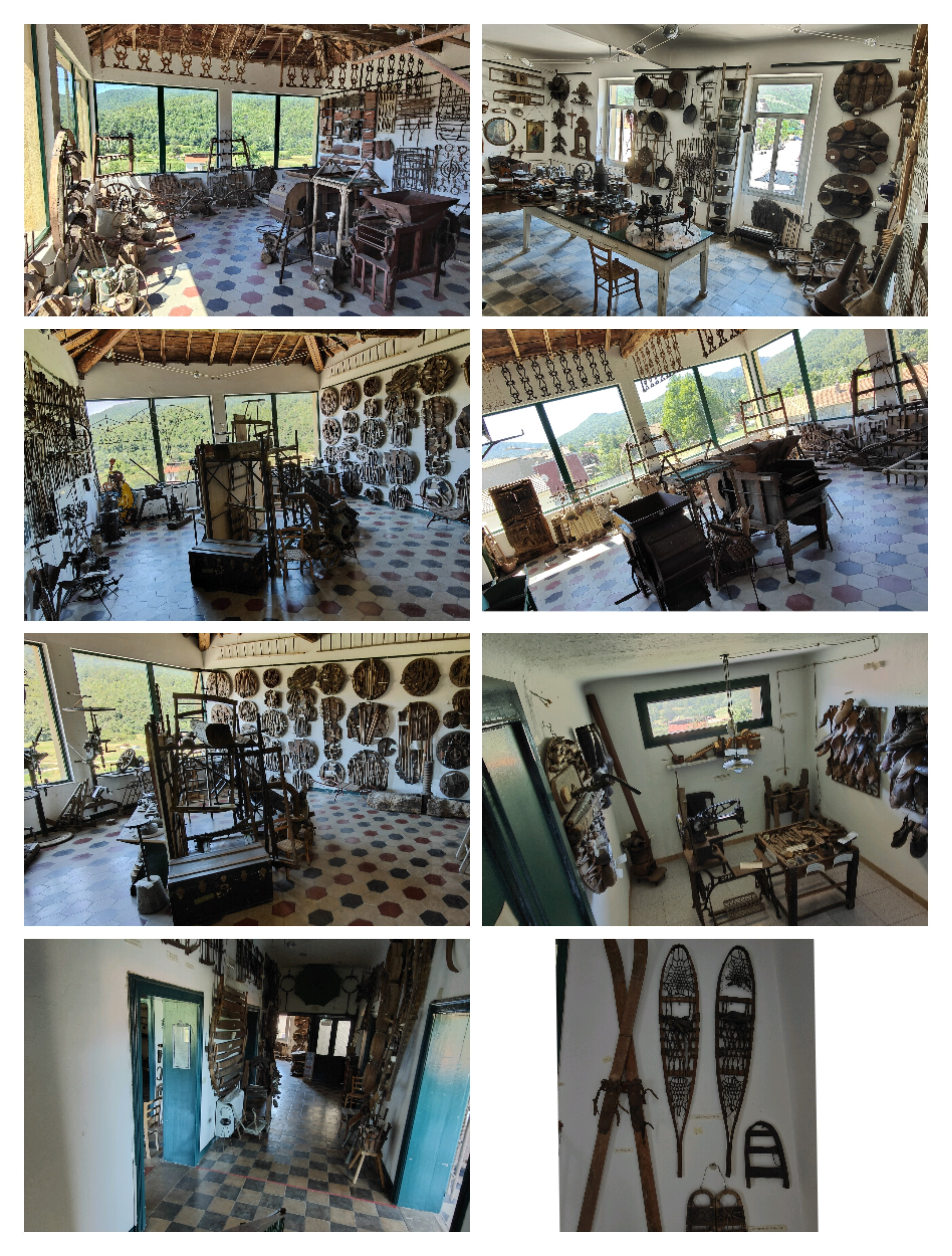
Mostra antropologica-museo etnografico (dal 2004)

### Evoluzione demografica
Abitanti censiti

### Etnie e minoranze straniere
Secondo i dati Istat al 31 dicembre 2019, i cittadini stranieri residenti a Bardineto sono 56, così suddivisi per nazionalità, elencando per le presenze più significative:
1. Romania, 34

### Istituzioni, enti e associazioni
- Associazione culturale "Varchi".
- Associazione "Bardineto vacanze", fondata nel 2005, promuove lo sviluppo del territorio, del patrimonio storico, culturale e paesaggistico.
- Gruppo storico "Il castello dei 16 lati", fondato nel 2003.

## Geografia antropica

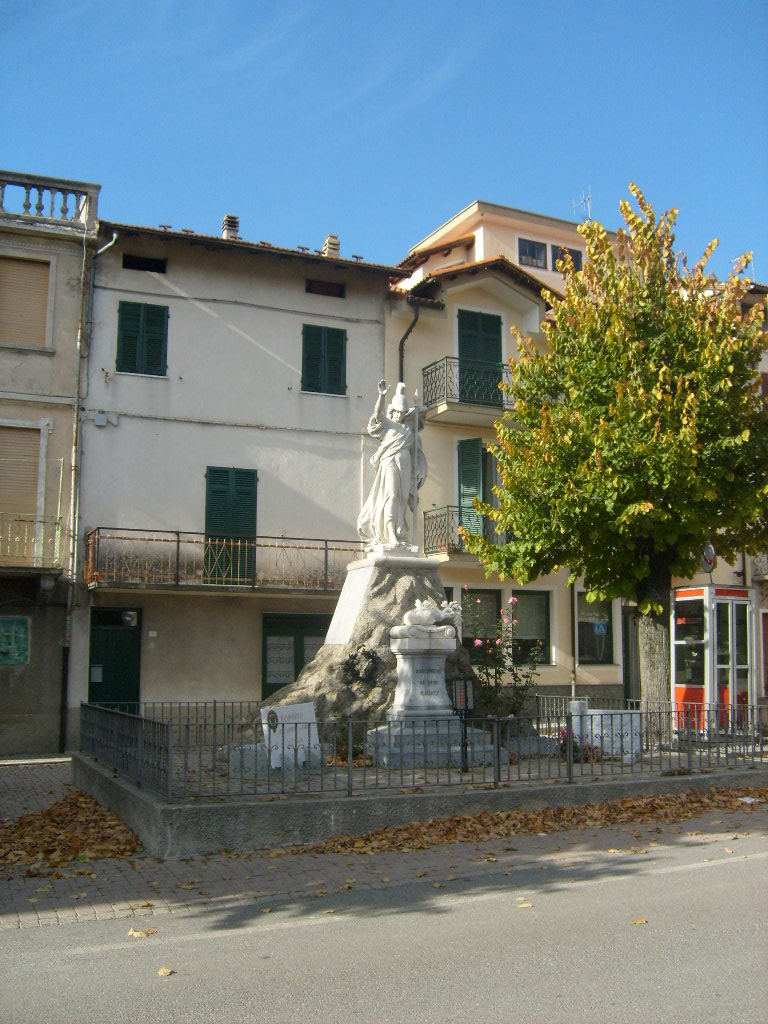
Monumento ai caduti di Bardineto

Il territorio comunale è costituito solamente dal capoluogo Bardineto per una superficie territoriale di 29,79 km².
Confina a nord con il comune di Calizzano, a sud con Erli, Castelvecchio di Rocca Barbena, Toirano e Boissano, ad ovest con Garessio, ad est con Magliolo, Giustenice, Pietra Ligure e Loano.

## Economia
Di recente Bardineto ha sviluppato una propensione al turismo, anche straniero; le principali risorse economiche rimangono l'agricoltura (coltivazione di cereali e patate), l'allevamento del bestiame e la silvicoltura; una significativa produzione di latte e di prodotti caseari con pregiati formaggi; di notevole importanza anche la lavorazione del legno (segherie) e la raccolta di lamponi e di funghi (zona particolarmente ricca e pregiata per la raccolta dei funghi).
In località San Nicolò è presente una sorgente d'acqua minerale.

## Infrastrutture e trasporti

### Strade
Il centro di Bardineto è attraversato principalmente dalla strada provinciale 60 che gli permette il collegamento viario con Toirano (distante 19 km.), a sud, e Calizzano (distante 6,9 km.), verso nord, innestandosi con la provinciale 52; quest'ultima tramite il Colle Scravaion unisce il comune bardinetese con Castelvecchio di Rocca Barbena (distante 13 km.), a sud (passando per Erli e Zuccarello) per  poi giungere ad Albenga distante complessivamente (da Bardineto) 31 km.

## Amministrazione

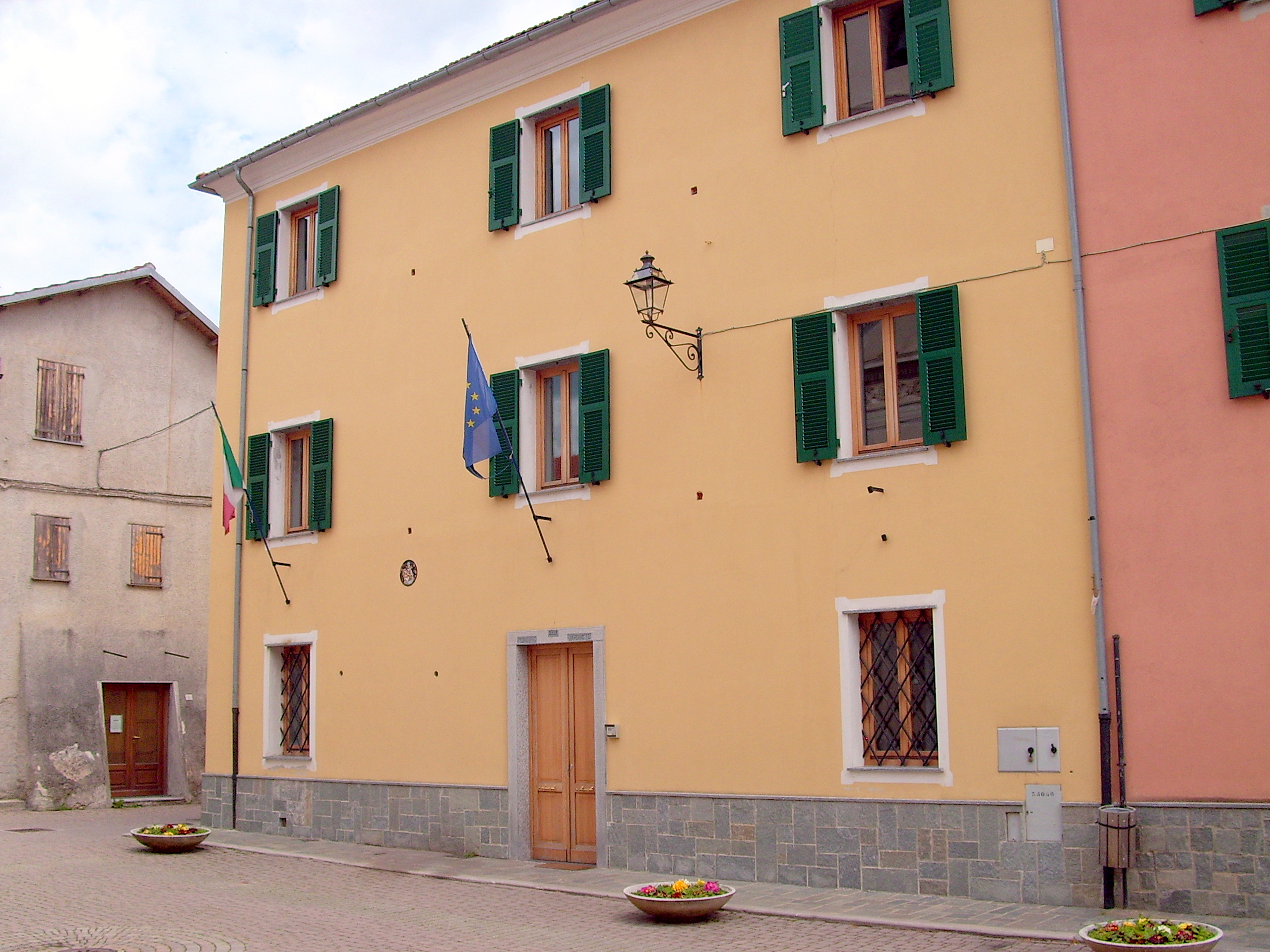
Il municipio

| Periodo        | Periodo        | Primo cittadino    | Partito                                  | Carica      | Note |
| -------------- | -------------- | ------------------ | ---------------------------------------- | ----------- | ---- |
| n.p.           | n.p.           | Secondo Olimpio    | Democrazia Cristiana                     | Sindaco     |      |
| n.p.           | n.p.           | Giuseppe Balbis    | Democrazia Cristiana                     | Sindaco     |      |
| 1976           | 29 maggio 1985 | Enrico Mozzoni     | Democrazia Cristiana                     | Sindaco     |      |
| 29 maggio 1985 | 16 giugno 1990 | Enrico Mozzoni     | Democrazia Cristiana                     | Sindaco     |      |
| 16 giugno 1990 | 24 aprile 1995 | Enrico Mozzoni     | Democrazia Cristiana                     | Sindaco     |      |
| 24 aprile 1995 | 14 giugno 1999 | Enrico Mozzoni     | lista civica                             | Sindaco     |      |
| 14 giugno 1999 | 7 agosto 1999  | Giuseppe Giugliano |                                          | Comm. pref. |      |
| 7 agosto 1999  | 14 giugno 2004 | Bruno Ferrecchi    | lista civica                             | Sindaco     |      |
| 14 giugno 2004 | 8 giugno 2009  | Silvana Frascheri  | lista civica                             | Sindaco     |      |
| 8 giugno 2009  | 26 maggio 2014 | Franca Mattiauda   | Idee per Bardineto (lista civica)        | Sindaco     |      |
| 26 maggio 2014 | 27 maggio 2019 | Franca Mattiauda   | Francamente... Bardineto (lista civica)  | Sindaco     |      |
| 27 maggio 2019 | 10 giugno 2024 | Franca Mattiauda   | Noi con voi per Bardineto (lista civica) | Sindaco     |      |
| 10 giugno 2024 | in carica      | Mario Basso        | Crediamo in Bardineto (lista civica)     | Sindaco     |      |

## Sport

### Calcio
- A.S.D. Bardineto, militante nel campionato di Seconda Categoria.